# 1641 en musique classique
| \| • Retour à la chronologie générale de la musique classique • \| |
| Grèce • Rome • Haut Moyen Âge • VIIIe siècle • IXe siècle • Xe siècle • XIe siècle XIIe siècle • XIIIe siècle • XIVe siècle • XVe siècle • XVIe siècle • XVIIe siècle XVIIIe siècle • XIXe siècle • XXe siècle • XXIe siècle |
| • Retour à la chronologie générale de la musique classique • |

| Années en musique classique : 1638 - 1639 - 1640 - 1641 - 1642 - 1643 - 1644    |
| Décennies en musique classique : 1610 - 1620 - 1630 - 1640 - 1650 - 1660 - 1670 |

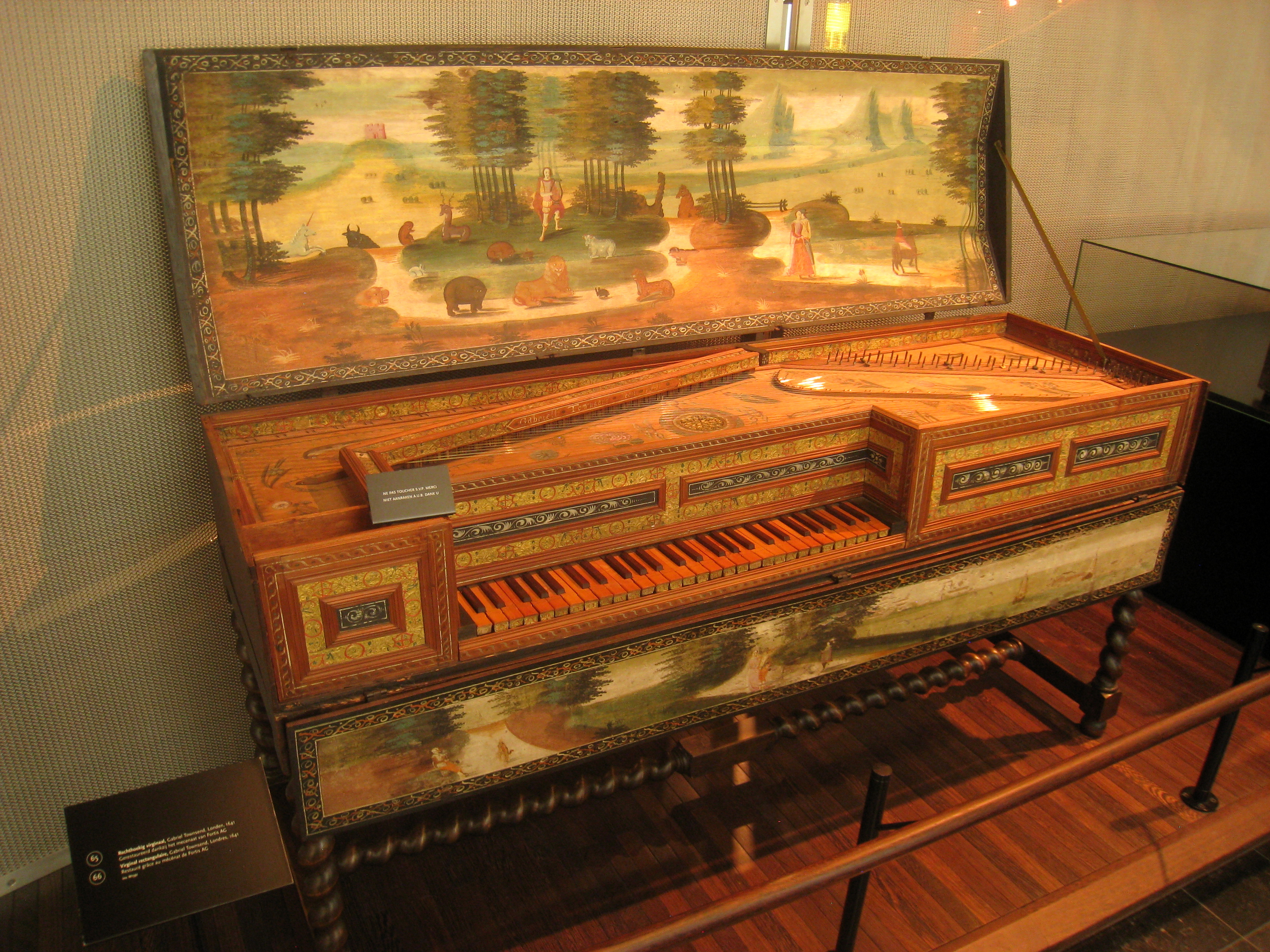

Cet article présente les faits marquants de l'année 1641 en musique classique.

## Événements
- Il ritorno d'Ulisse in patria, opéra de Monteverdi.
- La Didone, opéra de Francesco Cavalli créé au Teatro San Cassiano de Venise

## Œuvres
- Kusies (Bises, édition augmentée) de Cornelis Thymanszoon Padbrué.
- Nuw-jaar gift (Étrennes) de Hendrik Goudsteen.
- Selva morale e spirituale (Forêt morale et spirituelle) de Claudio Monteverdi.

## Naissances
- avant 1641 : Gioan Pietro Del Buono, compositeur et claveciniste italien († vers 1657).
- vers 1641 : Dirck Scholl, organiste, carillonneur et compositeur néerlandais († vers 1727).

## Décès
- 24 février : Francesco Usper, organiste et compositeur italien (° 1er novembre 1561).
- 6 octobre : Erasmo Marotta, compositeur jésuite italien (° 1576).